# Dolega
Dolega es un corregimiento y ciudad cabecera del distrito de Dolega en la provincia de Chiriquí, República de Panamá. La localidad tiene 12.945 habitantes (2022). Su principal fuente de ingresos es la ganadería y los cítricos.
Aquí se realizan varios carnavales de la provincia de Chiriquí, en dos sitios: en la plaza y en el Caño, este último acuático. Además se celebra el día de la bandera el 4 de noviembre.

## Geografía
Dolega está ubicado en la región occidental de la provincia de Chiriquí, a los 8.º 33´ 35´´ de latitud norte y 82.º 25´ 12´´ de latitud oeste, extendido sobre una fértil planicie, entre los ríos Cochea y Majagua.